# Test di Papanicolaou

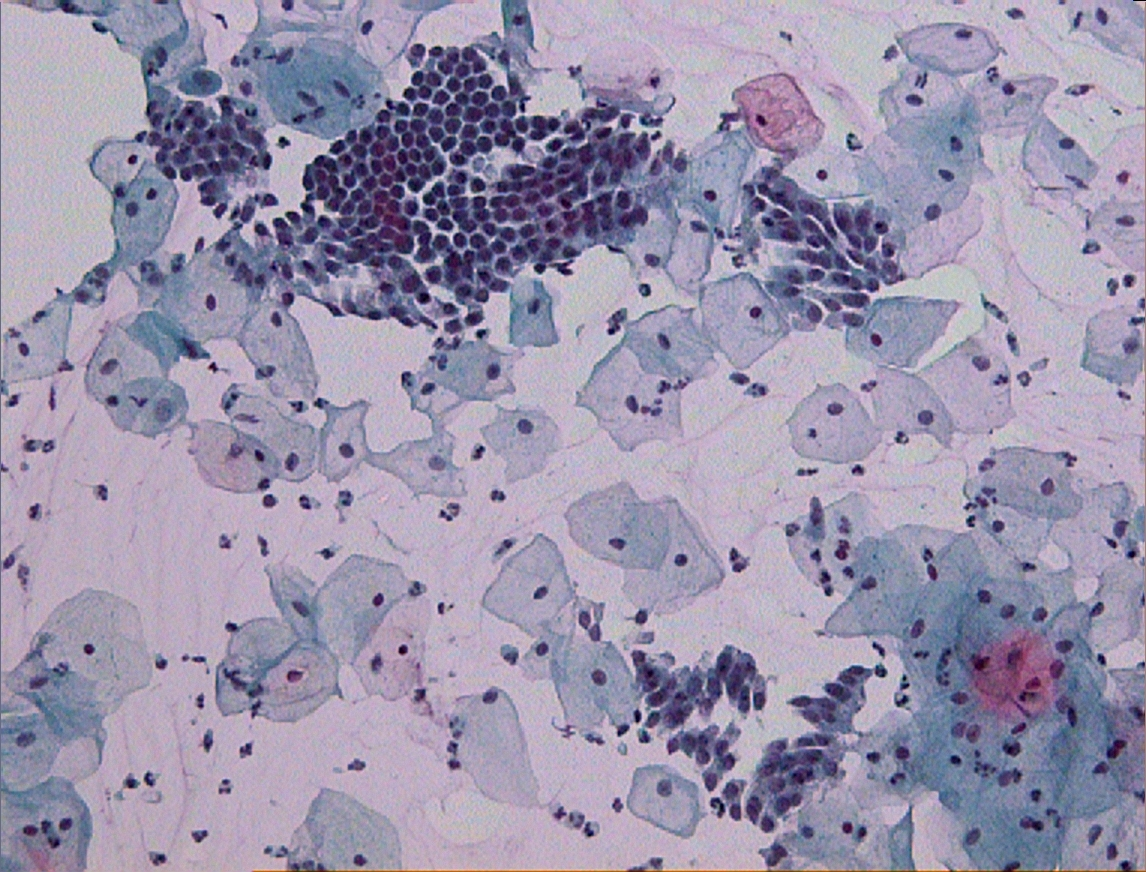
Pap test normale

Il test di Papanicolaou o Pap test è un esame citologico che indaga le alterazioni delle cellule della cervice dell'utero.

## Storia
Il suo nome deriva dal medico greco-americano Georgios Papanicolaou (1883-1962), il padre della citopatologia, che sviluppò questo test per la diagnosi rapida dei tumori del collo dell'utero. Da allora il Pap test è rimasto pressoché invariato, e solo in anni recenti è stato aggiornato con lo sviluppo della citologia in fase liquida. Fu avviato per la prima volta in Italia da un medico napoletano, il prof. Mario Tortora, suo allievo sin dal 1953.

## Descrizione
Il Pap test è un test di screening, la cui funzione principale è quella di individuare, nella popolazione di sesso femminile, persone a rischio di sviluppare un cancro del collo uterino. Inoltre il Pap test può dare utili indicazioni sull'equilibrio ormonale della donna e permettere il riconoscimento di infezioni batteriche, virali o micotiche.
Per l'esecuzione del Pap test viene prelevata una piccola quantità di cellule del collo dell'utero con la spatola di Ayre e un tampone cervicale. La spatola ha una forma complementare all'anatomia della cervice e una volta inserita è in grado di prelevare cellule dall'esocervice grazie a una rotazione di 360°; il tampone, invece, del tutto simile a quelli usati per la faringe, preleva esattamente le cellule dall'endocervice penetrando nell'orifizio uterino esterno. Nel Pap test convenzionale le cellule vengono quindi strisciate su un vetrino per l'esame di laboratorio. Nel Pap test in fase liquida una macchina provvede ad allestire un preparato a "strato sottile".
Indipendentemente dal tipo di allestimento, le cellule vengono quindi colorate secondo il metodo di Papanicolau ed esaminate al microscopio da un citologo o patologo, che provvederà a stilare un referto.
Il referto, un tempo numerico, viene oggi comunicato con una sintetica descrizione dello stato delle cellule. In Italia la classificazione consigliata e più frequentemente utilizzata è il sistema Bethesda 2001 (TBS 2001), che suddivide i risultati del test in:
| Negativo       | non evidenza di lesione intraepiteliale o neoplastica                                                                   |
| LSIL           | lesione squamosa intraepiteliale di basso grado, comprendente HPV/displasia lieve, CIN1                                 |
| HSIL           | lesione squamosa intraepiteliale di alto grado, comprendente displasia moderata e grave, carcinoma in situ / CIN2, CIN3 |
| AIS            | cellule ghiandolari sospette per adenocarcinoma in situ del collo dell'utero                                            |
| Carcinoma      | cellule di carcinoma squamoso                                                                                           |
| ASC-US         | cellule squamose atipiche, non ulteriormente classificabili                                                             |
| ASC-H          | cellule squamose atipiche, non si esclude una HSIL                                                                      |
| AGC            | cellule ghiandolari atipiche, specificando se endometriali, endocervicali, ghiandolari o non altrimenti specificate     |
| Adenocarcinoma | adenocarcinoma: endocervicale, endometriale, extrauterino o non altrimenti specificato                                  |
| CTM            | cellule tumorali maligne non altrimenti specificabili                                                                   |

Le diverse risposte riflettono diverse probabilità di sviluppare o già presentare un tumore del collo dell'utero. In generale, in caso di test "non negativo" è indicato un approfondimento diagnostico (colposcopia ed eventualmente biopsia) o una ripetizione a breve scadenza del test, eventualmente associata a tecniche biomolecolari come la tipizzazione HPV. In altri casi una ripetizione dell'esame è dovuta semplicemente ad una insufficiente quantità delle cellule prelevate o ad un'infiammazione, che può impedire la corretta interpretazione dell'esame.
Il prelievo dev'essere effettuato lontano da rapporti sessuali, dalle mestruazioni, dall'impiego di irrigatori vaginali, ovuli o candelette.
L'esame può essere effettuato anche durante la gravidanza.
In base alle linee guida europee e della Commissione oncologica nazionale, nella fascia di età compresa tra 25 e 65 anni sarebbe opportuno effettuare il test almeno ogni tre anni. Negli Stati Uniti si esegue ogni 12 mesi. In Germania si esegue ogni 12 mesi dai 20 anni in poi.

## Limiti del Pap test
Il Pap test non è indicato per l'individuazione dei tumori dell'endometrio o di altri organi dell'apparato genitale femminile.
Per quanto complessivamente il Pap test si sia dimostrato estremamente efficace nel ridurre la frequenza del cancro invasivo del collo dell'utero, come tutte le tecniche di screening presenta dei limiti intrinseci alla metodica. In particolare la sensibilità del Pap test viene valutata in circa 60-70%. Questo significa che sono possibili falsi negativi, cioè test negativi nonostante la presenza di un tumore. La specificità del test è intorno al 98%, cioè circa nel 2% dei casi il risultato positivo del test non viene confermato da successive indagini.

## Pap test e prospettive future
Nel prossimo futuro, il ruolo del Pap test nella prevenzione dei tumori del collo uterino è sicuramente destinato a cambiare. La scoperta che la maggior parte dei tumori della cervice uterina è dovuta al virus del papilloma umano (HPV) ha portato allo sviluppo di tecniche diagnostiche biomolecolari caratterizzate da una sensibilità elevata (superiore al 95%) che ne ha fatto prospettare l'utilizzazione come metodica di screening. Ancora discusso è tuttavia il problema della relativa specificità delle tecniche biomolecolari di tipizzazione dell'HPV. L'infezione da HPV è, infatti, largamente diffusa, ed è evidenziabile anche in molte donne in cui, tuttavia, lo HPV è solo transitorio e non è destinato a causare lo sviluppo di un tumore.
Particolarmente promettente appare la prospettiva del vaccino transgenico per l'HPV, già presente sul mercato, che in Italia è distribuito gratuitamente alle ragazze nel 12º anno di età (a partire dal gennaio 2008). Negli studi fino ad adesso condotti, il vaccino HPV ha già dimostrato di essere efficace nel prevenire lo sviluppo di tumori del collo uterino. Allo stato attuale i vaccini HPV sono tuttavia rivolti solo ai tipi di virus oncogenico più frequentemente causa di tumore (HPV 16 e 18), che da soli sono responsabili di circa il 70% dei cancri del collo dell'utero. Non sono ancora inclusi altri tipi di HPV a potenziale oncogenico alto o intermedio, responsabili del 30% restante dei tumori, il cui comportamento biologico a seguito dell'introduzione del vaccino non può ancora essere previsto. È inoltre ancora da chiarire la durata dell'immunizzazione garantita dagli attuali vaccini, che, comunque, è stata dimostrata essere di almeno 4 anni e mezzo (ottobre 2006). Infine, anche considerando le possibili strategie di vaccinazione su larga scala (ad es. vaccinazione di tutte le adolescenti ed eventualmente di tutte le donne in età fertile senza infezione HPV in atto), le esperienze già fatte con vaccinazioni di massa lasciano pensare che un'effettiva riduzione dell'incidenza dei tumori del collo uterino non sia prevedibile prima di molti anni. Fino a quando l'efficacia e la durata nel tempo del vaccino non sarà dimostrata anche al di fuori degli studi e non sarà stato introdotto su larga scala un vaccino per tutti i tipi oncogenici di HPV, è comunque necessario che anche le donne vaccinate continuino a sottoporsi allo screening con il Pap test.
Attualmente (2011) un vaccino efficace al 98% è il Gardasil, ricombinante quadrivalente costituito dalle proteine L1 di HPV6, HPV11, HPV16 e HPV18 fatte in lievito. Si effettua con tre somministrazioni intramuscolo a 0, 2, 6 mesi. Dal 2008 è gratuito in Italia nelle strutture pubbliche a bambine sotto i 12 anni.